# Ӟ (слово ћирилице)
Ӟ ӟ (Ӟ ӟ; искошено: Ӟ ӟ), односно З са дијарезом, је слово ћириличног писма. Користи се само у удмуртском језику, где представља звучну алвеоло-палаталну африкату /d͡ʑ/. Обично се романизује као ⟨ђ⟩, али његов ISO 9 пресловљени облик јесте је ⟨z̈⟩.

## Рачунарски кодови
| Знак                      | Ӟ                                         | Ӟ                                         | ӟ                                       | ӟ                                       |
| ------------------------- | ----------------------------------------- | ----------------------------------------- | --------------------------------------- | --------------------------------------- |
| Назив у Уникоду           | CYRILLIC CAPITAL LETTER ZE WITH DIAERESIS | CYRILLIC CAPITAL LETTER ZE WITH DIAERESIS | CYRILLIC SMALL LETTER ZE WITH DIAERESIS | CYRILLIC SMALL LETTER ZE WITH DIAERESIS |
| Врста кодирања            | децимална                                 | хексадецимална                            | децимална                               | хексадецимална                          |
| Уникод                    | 1246                                      | U+04DE                                    | 1247                                    | U+04DF                                  |
| UTF-8                     | 211 158                                   | D3 9E                                     | 211 159                                 | D3 9F                                   |
| Нумеричка референца знака | &#1246;                                   | &#x4DE;                                   | &#1247;                                 | &#x4DF;                                 |

## Слична слова
- З з : Ћириличко слово З
- Ҙ ҙ : Ћириличко слово Дх
- З̌ з̌  : Ћириличко слово З са кароном
- Z̈ z̈ : Латинично слово З са дијарезом